# TT47
Das Grab TT47 (Theban Tomb – Thebanisches Grab Nummer 47) befindet sich in Theben-West bei dem modernen Ort Luxor in Ägypten in dem Nekropolenteil der heute als El-Chocha bezeichnet wird. Die Grabanlage gehört dem Vorsteher der königlichen Gemächer Userhat, der unter König Amenophis III. im Amt war.
Das Grab wurde 1902/03 unter der Aufsicht des ägyptischen Antikendienstes gefunden und zum Teil freigelegt. Es wurde ein Bild der Dekoration in einem Foto veröffentlicht. Es zeigt das Bild der Königin Teje, das kurz darauf aus der Wand geschnitten wurde und an das Musée du Cinquantenaire/Jubelparkmuseum in Brüssel verkauft wurde, wo es heute zu besichtigen ist. Nach 1908 ging das Wissen um die genaue Lage des Grabes verloren. Es wird jedoch seit 2007 von einem Team der Waseda-Universität (Tokio) untersucht.
Das Grab hat einen Vorhof. Auf der Westseite befindet sich der Eingang zu einer großen, in den Fels gehauenen Pfeilerhalle. Der Eingang ist dekoriert und zeigt im oberen Teil auf der rechten Seite Userehat vor dem Gott Atum unter der Westgöttin, auf der anderen Seite Userhat vor Harachte und die Göttin Maat. Die Türpfosten zeigen ganz unten jeweils Userhat und darüber längere Opferformeln. Weiter im Westen befindet sich eine weitere Halle, die diesmal von acht Säulen gestützt ist. Die ganze Anlage, die noch nicht vollständig ausgegraben ist, ist in den Fels gehauen. Die Dekoration der Wände besteht aus einem in den Fels gehauenen, erhabenen Relief, das jedoch nicht mehr gut erhalten ist.